# 狩野永納

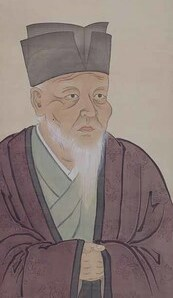
狩野永納像（伝木村香雪筆、京都国立博物館蔵）

狩野 永納（かのう えいのう、寛永8年（1631年） - 元禄10年3月7日（1697年4月27日））は、江戸時代前期の狩野派（京狩野）の絵師。京狩野3代当主。諱は吉信、通称は縫殿助。字を伯受、別号に山静、一陽斎、梅岳、素絢軒など。
父は2代当主狩野山雪、母は初代当主狩野山楽の娘竹。子に永敬、永梢。

## 経歴

### 幼少期

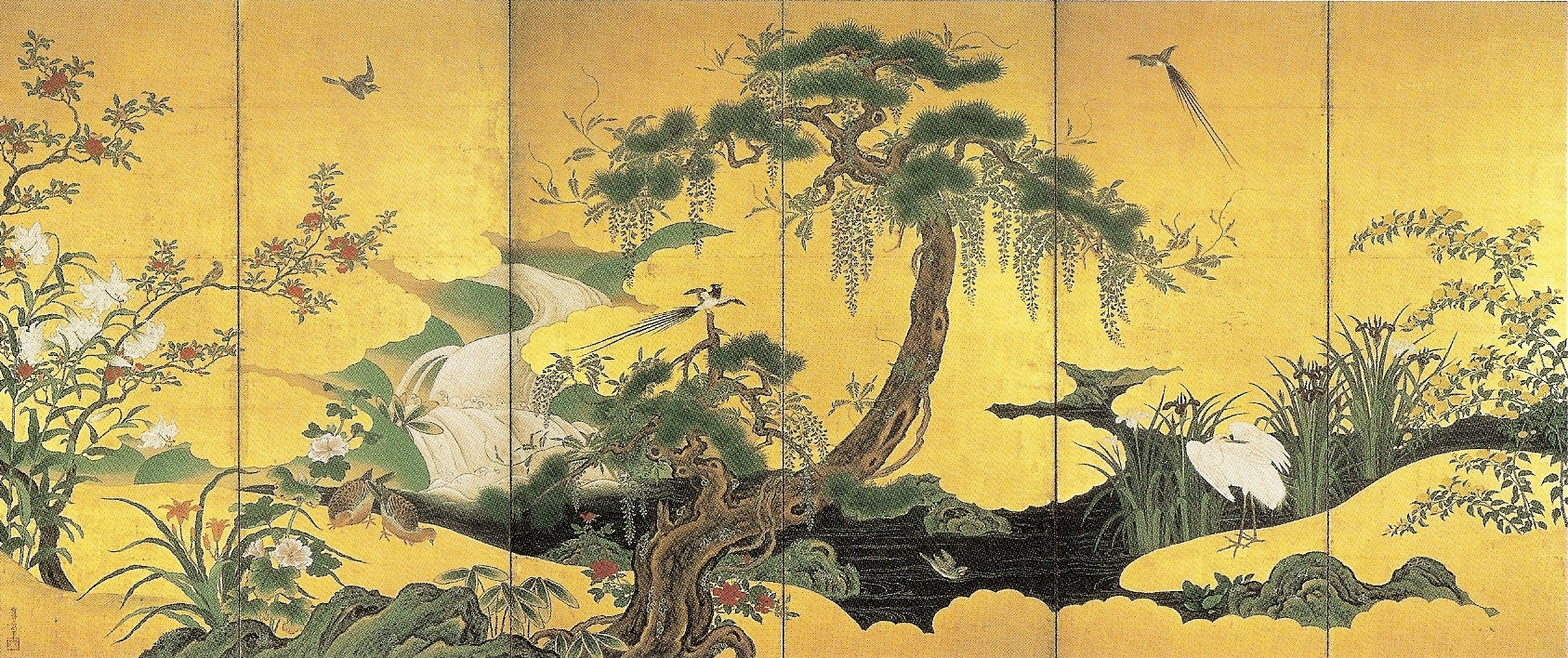
春夏花鳥図屏風（左隻）

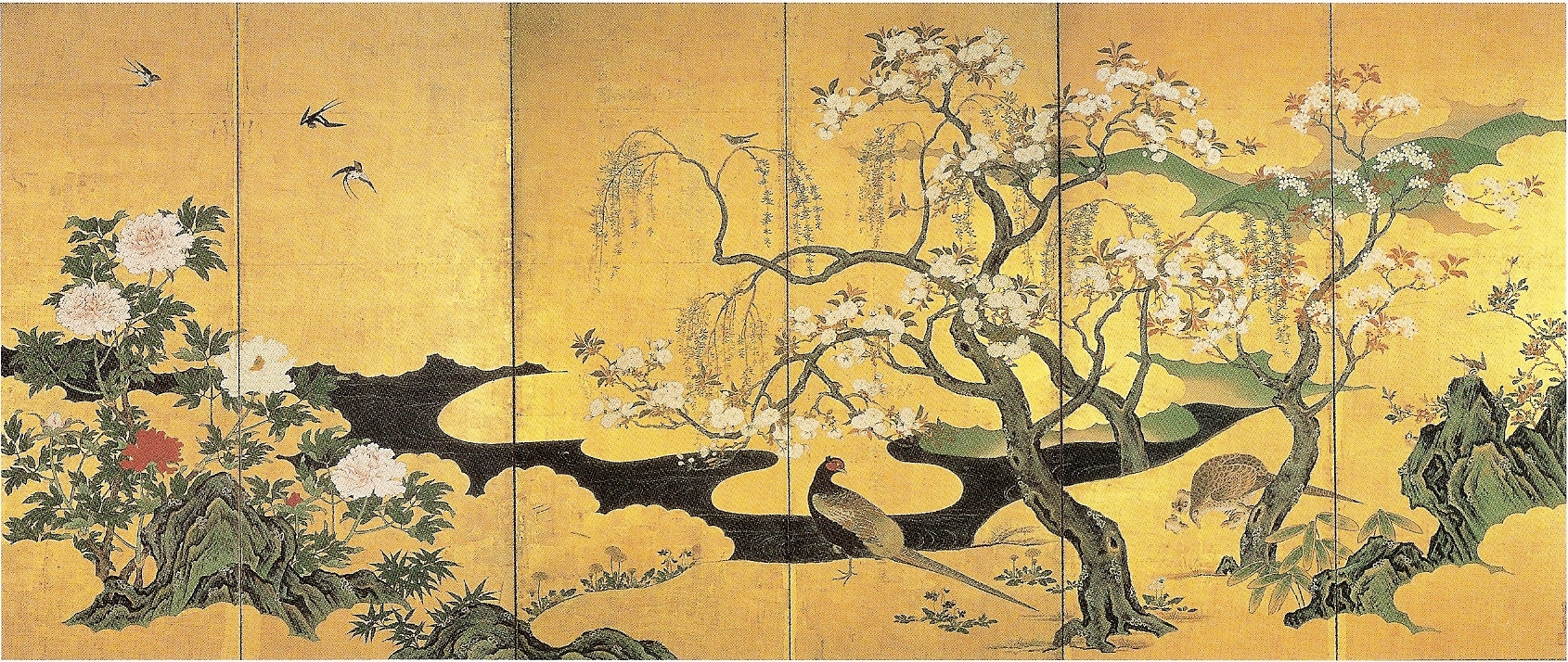
春夏花鳥図屏風（右隻）

狩野山雪の長子として京都に生まれ、幼少より父から狩野派の画法を学んだ。後に江戸の狩野派（江戸狩野）の宗家・中橋家当主の狩野安信についたという。
慶安2年（1649年）9月25日、父が母方の叔父とされる狩野伊織の金銭トラブルに巻き込まれ、京都所司代板倉重宗の裁許で揚屋に投獄された。この時期に書かれたと推定される収容中の山雪が永納へ宛てた年不明10月4日付の手紙があり、内容は「夢で聞いた託宣の行方を調べるように告げ、春日大明神なら九条大御所様の御社に参って欲しい」という伝言だが、美術史家五十嵐公一は寛永9年（1632年）に春日大明神を勧請した九条家の屋敷鎮守社を指し、山雪と関係が深い九条幸家へ助けを求める暗号を送ったのではないかとしている。永納が手紙の指示を実行したかどうかは分かっていないが、山雪は幸家の助力で釈放されたという（時期は不明）。

### 家督相続
慶安4年（1651年）3月12日、21歳の時に父が亡くなると、直ちに家督を継いで、父と同じ「縫殿助」を称すようになる。「縫殿助」は百官名であるが、山雪の代から京狩野歴代当主が名乗るようになった。「永納」の名も家督相続時には明らかに用いており、頭の「永」字は家系の曽祖父木村永光、或いは画系の曽祖父にあたる狩野永徳、更に遡れば狩野元信が剃髪後に称した「永仙」の一字である。祖父山楽・父山雪の「山」字ではなく、狩野派にとって由緒ある「永」字を冠することで、家系と画系への帰属意識を標榜し、以後京狩野は名前に「永」字を冠することになった。ただし、「山」字も捨てたわけではなく、永納が「山静」の別号を名乗ったように、後の画人も号に山の字を付けるのを慣わしとしている。
父の死から2ヶ月後の5月27日に涅槃図を描いたとされるが、五十嵐は絵の釈迦と周辺の主要部分は父が描き、残りは永納が完成させたと推測している。また父と親しかった那波活所の縁者の関わりも指摘、涅槃図を播磨如来寺に寄進したのは活所の母方の伯父・円尾宗甫の子供達であり、活所との縁で山雪に仕事を依頼、裁判で苦境にあった京狩野に完成まで仕事を任せた可能性を挙げている。西播磨には如来寺の他に圓教寺の塔頭・十妙院にも障壁画作品があり、永納との親しい繋がりが示唆されている。
家督相続してからは父の恩人幸家を頼り九条家の出入りを許され、活動は幸家の詞書による「新三十六歌仙図帖」の絵を担当したり、幸家の孫娘の夫浅野綱晟や林鵞峰に九条家の家宝「中殿御会図」を模写して送ったことが挙げられる。幸家の長男・二条康道が養子に入った二条家からも頻繁に注文を頼まれたことが二条家の記録『二条家内々御番所日次記』に記され、明暦2年（1656年）12月27日条が永納が登場した最初の記録であるが、この記録で永納は康道の下に色紙50枚を持参したとあることからそれ以前に交流があったと考えられる。康道が永納へ注文した仕事は屏風や絵画などがあり、永納も康道との関係を大切にして正月・端午の節句など節目の挨拶で彼の下を頻繁に訪問しており、康道が実父を亡くす前の寛文5年（1665年）8月11日と16日に見舞いに訪れ、二条家とは康道の子二条光平に代替わりした後も長期にわたり交流を続けた。二条家関係の永納の作品で現存している絵は万治2年（1659年）作の『舞楽図巻』である。九条家の出入りも続け、九条兼晴（幸家の養孫）と兄弟の三宝院門跡高賢、随心院門跡俊海の下へ出入りして仕事を請け負い交流を広げていった。
禁裏御所障壁画制作に3度参加しており、承応2年（1653年）6月に禁裏が炎上してしまったため、翌年から明暦元年（1655年）にかけての再建工事では、狩野探幽、海北友雪、土佐光起らに混じり参加、「外様番所十二条敷」に「竹図」、「長橋上段之次」に「軍鳩図」を描いている（『禁中御絵画工記』）。次の寛文3年（1663年）の造営でも内侍所「南御座敷」に「松鷹図」を描いた。更に延宝度（3年（1675年））の造営でも、中心となった狩野安信らと共に加わっている。しかし、これらの作品は現在全く遺されていない。
なお、永納が障壁画制作に参加出来た背景には、伊織が寛永19年（1642年）の禁裏御所障壁画制作に参加したという履歴が大きかったとされる。ただし両者の関係は疎遠で、寛文3年3月3日に永納が二条家に参上した後に伊織も二条家に参上したが、2人は一緒ではなかったことが二条家内々御番所日次記に確認されている。以後伊織は消息不明となり、京狩野菩提寺で歴代の墓がある泉涌寺に伊織の墓は無く、もう1つの菩提寺で過去帳に京狩野の記録がある浄慶寺にも伊織の記録は無い。裁判で京狩野に迷惑をかけたことで伊織は京狩野から記録を抹消されたと推測されている。
禁裏御所障壁画以外の作品として寛文3年に「霊元天皇即位・後西天皇譲位図屏風」を描いた他、寛文6年（1666年）1月18日から4月10日までの約3ヶ月間で23件の仕事に取り組んだことが確認されている（『寛文六年染筆之覚』）。寺社縁起絵巻も手掛け、「泣不動縁起絵巻」「海住山寺縁起絵巻」「穴太寺縁起絵巻」「有馬温泉寺縁起絵巻」「菅生宮縁起絵巻」「増賀上人行業記絵巻」を描いた。一方で和歌に熱中して頻繁に歌会に出席、山本春正・五十川梅庵らと交流を深め人脈形成に繋げていった。

### 隠居
貞享元年（1684年）4月26日に京都を出て5月29日に帰京するまで1ヶ月間天橋立や小浜などを旅して回り、行く先々で知り合いと会話したり趣味の和歌を詠んだことなどを紀行文「鳥跡記」で書き記した。それから1か月後の6月下旬頃、長子の永敬に家督を譲り剃髪する（一条兼輝の日記『兼輝公記』6月26日条）。永敬が23歳になり家督を譲ることを考えたというが、1年半前の天和2年（1682年）11月12日に二条光平が亡くなったことも契機とされる。隠居後に描いた作品に大和正暦寺の塔頭・福寿院客殿にある襖と板戸の障壁画があり、制作年は元禄2年（1689年）である。
学究肌で絵を描く傍ら古画の研究にも励み鑑定に精通した。また黒川道祐と親しく、延宝9年（1681年）に道祐が大和の旅行から帰ったばかりの永納の自宅を訪ね、大和での美術鑑賞と古刹巡りを話し合ったことを記録に残している。この縁で道祐は永納の『本朝画伝』成立に力を貸し、初版の本朝画伝（元禄4年（1691年）刊行）に跋文を寄せる、林鵞峰に依頼して序文を寄せてもらうなど永納へ援助を惜しまなかった。ただし本朝画伝は鵞峰と道祐亡き後の元禄6年（1693年）に題名を『本朝画史』と改められて再販、鵞峰の序文は残った一方で道祐の跋文は省かれた。
元禄10年（1697年）死去、享年67。没後は泉涌寺裏山に山楽・山雪と共に葬られた。

## 画風
江戸狩野に対抗意識を抱いていた一方、父の怪奇様式を継がず、祖父山楽の温雅な作風に寄り添い、江戸狩野が得意としていた瀟洒な余白の使い方も取り込んだ。作品にはしばしば両者の影響が混在、「龍虎図屏風」は祖父の温雅さと父の幾何学的構成が同居した作品である。「四季花鳥図屏風」「春夏花鳥図屏風」にも松の人工的な形などに幾何学的構成が見られるが、周りに草花や鳥が鏤められ暖かさを醸し出している。和歌を好んだ影響で大和絵の風情も摂取した。
本朝画史で狩野探幽を狩野派を一変させたと評する一方、永徳の正統な画風を山楽が得たと主張、漢画・大和絵を兼ねる狩野派の画風を強調した。斬新な探幽の絵と比べて保守的な画風が目立つことも、伝統継承をもって京狩野の正当化を図る意図があった。ただし、山雪について本朝画史で画人伝が無いため（慶安2年の投獄が影響していたとされる）、山楽から山雪への画系の継承が明記されていない。

## 作品
| 作品名                        | 題材         | 技法               | 形状・員数     | 寸法（縦x横cm）                     | 所有者                               | 年代                             | 款記・印章                                                                                 | 備考 |
| ----------------------------- | ------------ | ------------------ | -------------- | ----------------------------------- | ------------------------------------ | -------------------------------- | ------------------------------------------------------------------------------------------ | --- |
| 涅槃図                        | 仏画         |                    |                |                                     | 如来寺                               | 1651年7月14日（慶安4年5月27日）  | 款記「慶安四年五月廿七日狩野縫殿助永納筆」/「山精」白文方印                                | |
| 九相詩絵巻                    | 九相図       | 紙本著色           | 1巻            |                                     | 仏道寺（米原市）                     | 1652年1月16日（慶安4年12月6日）  |                                                                                            | 九州国立博物館蔵本系統の九相図。ただし、図像は江戸初期に出版された『九相詩』（早稲田大学図書館蔵）に近い。各場面に女性の死体を見つめる男性貴族がいるのが本作の大きな特徴で、その図様は下記の三十六歌仙扁額における凡河内躬恒と一致する。これは、歌仙絵に見立てるための永納の作為で、本来観想して発心を促す修行である九相図を、文芸的な創作活動への契機として換骨奪胎する一種のパロディだと考えられる。 |
| 三十六歌仙扁額                | 歌仙絵       |                    |                |                                     | 菅原神社                             | 1658年9月22日（万治元年8月25日） |                                                                                            | 和歌書は花園実満、石川素閑奉納。 |
| 繁馬図絵馬                    | 絵馬         |                    |                |                                     | 東観音寺                             | 1659年（万治2年12月吉日）        | 款記「狩野縫殿助永納筆」                                                                   | 絵馬ということもあり、保存状態が極めて悪く、絵の主要部分がほぼ剥落している。 |
| 海住山寺縁起絵巻              | 寺社縁起絵巻 | 紙本著色           | 2巻            | 上巻：35.7x1283.1 下巻：35.7x1272.3 | 海住山寺                             | 1665年1月9日（寛文4年11月23日）  |                                                                                            | 奈良女子大学附属図書館 奈良地域関連資料画像データベースで公開（外部リンク） |
| 養老滝図絵馬                  | 絵馬         |                    |                |                                     | 清水寺                               | 1667年（寛文7年9月吉日）         |                                                                                            | |
| 寛永行幸図巻                  | 歴史画       | 紙本著色           | 3巻            |                                     | 御物                                 | 1667年（寛文7年冬）              | 奥書に「寛文七年冬日 平安狩野永納新図之」                                                  | 行幸の様子を記した「寛永行幸記」1冊が付属 |
| 即非像                        | 肖像（頂相） | 絹本著色           | 1幅            |                                     | 慶雲寺                               | 1671年（寛文11年）以前           | 「山静」白文方印・「永納」白文方印                                                         | 即非賛 |
| 穴太寺縁起絵巻                | 寺社縁起絵巻 | 紙本著色           | 1巻            | 34.5x1253.2                         | 穴太寺                               | 1676年（延宝4年6月）             | 款記「延宝四年丙辰夏六月日／狩野永納筆」/「山静」朱文鼎印・「永納」朱文方印                | 京都府指定文化財。詞書は寺伝では粟田宮二品親王（青蓮院宮尊証法親王）とされる。後水尾法皇が寄進。 |
| 菅生宮縁起絵巻                | 寺社縁起絵巻 |                    |                |                                     | 菅生天満宮                           | 1680年9月20日（延宝8年8月28日）  |                                                                                            | |
| 楠木正成像                    | 肖像（武士） | 絹本著色           | 1幅            |                                     | 奈良県立美術館                       | 1686年（貞享3年）夏              | 款記「丙寅夏日狩野縫殿助入道永納筆」/「一陽斎」白文方印・「伯受印」白文方印                | 吉川観方旧蔵。金剛寺に楠木正行作として伝わる木彫「楠木正成像」とよく似ている。また、背景に描かれた菊水紋と「非理法憲天 正成」墨書の旗は、同じく金剛寺塔頭の摩尼院に正成の遺品として伝わる旗と酷似しており、本画像はこれらを基に描かれた可能性が高い。 |
| 釈迦文殊普賢像                | 仏画         |                    |                |                                     | エルミタージュ美術館                 | 1688年（貞享5年正月下旬〉        |                                                                                            | |
| 正暦寺福寿院障壁画（富士図）  | 障壁画       |                    |                |                                     | 正暦寺                               | 1689年（元禄2年）                |                                                                                            | |
| 圓教寺十妙院客殿障壁画        | 障壁画       |                    | 襖36面         |                                     | 十妙院                               | 元禄初め頃                       | 款記「金門画史 狩野永納筆」/「永納」朱文円印・「一陽斎」白文方印（一之間四季山水図床貼付） | 一之間・二之間・三之間所在。 |
| 霊元天皇即位図屏風            | 歴史画       |                    |                |                                     | 個人                                 |                                  | [款記「永納謹筆」/「山静」白文方印                                                         | |
| 禅宗祖師・高士図屏風          | 禅機図       | 紙本淡彩           | 六曲一双押絵貼 |                                     | 龍門寺（姫路市）                     |                                  | 款記「永納筆」/「山静」白文方印・「山静」朱文鼎印                                          | |
| 天台高僧像                    | 肖像（高僧） | 紙本著色           | 12幅           |                                     | 薬常寺（姫路市）                     |                                  | 箱裏に永納自筆で、「大師尊像十二尊 應需 狩野永納謹写」/印文不明朱文方印                    | |
| 泣不動縁起絵巻                | 寺社縁起絵巻 |                    |                |                                     | 清浄華院                             |                                  |                                                                                            | |
| 有馬温泉寺縁起絵巻            | 寺社縁起絵巻 |                    |                |                                     | 現在所在不明                         |                                  |                                                                                            | |
| 増賀上人行業記絵巻            | 寺社縁起絵巻 |                    | 2巻            |                                     | 談山神社                             |                                  |                                                                                            | 奈良女子大学附属図書館 奈良地域関連資料画像データベースで公開（外部リンク） |
| 四季花鳥図屏風（左隻・右隻）  | 大画面花鳥画 | 紙本金地金雲著色   | 六曲一双       | 右隻：160.3x371.6 左隻：160.5x370   | ボストン美術館                       |                                  |                                                                                            | |
| 四季花鳥図屏風                | 大画面花鳥画 | 紙本金地金雲著色   | 六曲一双       |                                     | 出光美術館                           |                                  |                                                                                            | |
| 春夏花鳥図屏風                | 大画面花鳥画 | 紙本金地金雲著色   | 六曲一双       |                                     | サントリー美術館                     |                                  |                                                                                            | |
| 四季群鶴図屏風（左隻・右隻）  | 大画面花鳥画 | 紙本金地金雲著色   | 六曲一双       | 右隻：159.8x355.8 左隻：160x356.4   | ボストン美術館                       |                                  |                                                                                            | |
| 花鳥図屏風                    | 大画面花鳥画 | 紙本素地金箔散らし | 六曲一双       |                                     | 三時知恩寺                           |                                  |                                                                                            | |
| 四季花鳥図                    | 大画面花鳥画 | 紙本素地金雲著色   |                |                                     | 個人                                 |                                  |                                                                                            | |
| Pine, bamboo and plum blossom | 大画面花鳥画 | 紙本金地著色       | 六曲一双       | 167x359.5（各）                     | ニュー・サウス・ウェールズ州立美術館 |                                  |                                                                                            | |
| 賀茂競馬図屏風                |              |                    |                |                                     | 東京国立博物館                       |                                  |                                                                                            | |
| 新三十六歌仙図帖              | 歌仙絵       |                    |                | 22.4x19.0（各）                     | 東京国立博物館                       |                                  |                                                                                            | 公式サイトの画像（外部リンク） |
| 神農像                        | 肖像（道釈） |                    | 1幅            | 119.3x59.0                          | 東京国立博物館                       |                                  |                                                                                            | 詞書九条幸家。公式サイトの画像（外部リンク） |
| 束帯天神図                    | 肖像（神像） | 絹本著色           | 1幅            | 106.4x65.6                          | 北野天満宮                           |                                  | 款記「西京居翁散人／狩野永納謹筆」/白文方印・朱文法印                                      | 箱書きにより西京に住む北野社の氏子らによって奉納されたことがわかる。図左上の道真の漢詩賛は後補。 |
| 束帯天神図（江戸模本）        | 肖像（神像） |                    | 1幅            | 95.0x40.0                           | 東向観音寺                           |                                  | 無款                                                                                       | |
| 宗祇騎馬図                    | 肖像（歌人） |                    | 1幅            |                                     | 早雲寺                               |                                  |                                                                                            | 狩野元信筆「飯尾宗祗像」（ボストン美術館蔵）を元にした作品か。 |
| 十二ヶ月花木図                |              | 紙本著色           | 六曲一隻       |                                     | 京都国立博物館                       |                                  |                                                                                            | |
| 蘭亭曲水図屏風                |              | 紙本金地著色       | 六曲一双       | 153.5x359.0（各）                   | 静岡県立美術館                       |                                  |                                                                                            | |
| 舞楽図屏風                    |              |                    | 六曲一双       |                                     | 個人（大阪市立美術館寄託）           |                                  |                                                                                            | |
| 八仙祝寿図屏風                |              | 紙本著色           | 六曲一双       |                                     | 奈良県立美術館                       |                                  |                                                                                            | |
| 松に鷲図屏風                  |              | 紙本著色           | 六曲一隻       |                                     | たつの市立龍野歴史文化資料館         |                                  |                                                                                            | |
| 龍虎図屏風                    |              | 紙本墨画           | 二曲一双       |                                     | たつの市立龍野歴史文化資料館         |                                  | 「山静」白文方印・「永納」朱文方印                                                         | |
| 龍虎図屏風                    |              | 紙本墨画           | 六曲一双       | 156.2x355.6（各）                   | 大安禅寺                             |                                  | 款記「狩野永納筆」/「山静」白文方印・「永納」朱文方印                                      | 福井藩家老・嶋田清右左衛門が寄進。 |
| ふねの始まり絵巻              |              | 紙本金地著色       | 1巻            | 32.4x762.1                          | ボストン美術館                       |                                  |                                                                                            | |
| 詩仙堂三十六歌仙絵巻          | 歌仙絵       |                    |                |                                     | ニューヨーク公共図書館               |                                  |                                                                                            | |
| 柿本人麿像                    | 歌仙絵       | 絹本著色           | 1幅            | 131.2x70.7                          | 個人                                 |                                  |                                                                                            | |
| 源氏物語図屏風                | 源氏絵       | 紙本著色           | 六曲一双       | 149.0x332.0（各）                   | 個人                                 | 晩年の作か                       | 各隻に款記「一陽斎狩野永納筆」/「永納」朱文鼎印                                            | |

## 家族
- 父：狩野山雪（1590年 - 1651年）
- 母：竹（1601年 - 1662年）
- 弟：狩野乗信（1637年 - 1658年）[41]
- 長男：狩野永敬（1662年 - 1702年）
- 次男：狩野永梢（生没年不詳）
- 猶子：狩野常貞（生没年不詳） - 甥、乗信の子[42]

浄慶寺の過去帳には元禄4年閏8月29日に娘が、正徳2年（1712年）6月27日に妻が亡くなったことが書かれている。

## 著書
- 『鳥跡記』 - 貞享元年（1684年）の4月26日から5月29日までの旅行を書いた紀行文。
- 『本朝画史』（全5巻）、元禄6年（1693年）刊 - 日本最初の画家列伝の編纂を企画した父の遺稿を延宝6年（1678年）に引継ぎ、黒川道祐の援助で完成させたもので、現在でも日本美術史研究の上で重要な基礎資料となっている[1][4]。